# 獲加圍鎮
獲加圍公司市鎮（英語：Corporation of the Town of Walkerville），又稱獲加圍鎮（英語：Town of Walkerville）是南澳州面積最小的地方政府區域，位於阿德萊德市之西北。獲加圍鎮居民是南澳州最高收入的一群，故又被稱為「南澳州最富裕郵政編號」。
獲加圍鎮議會由一名市長及八名議員組成。

## 歷史
1855年7月5日，獲加圍區議會（英語：District Council of Walkerville）按當地居民意願成立，脫離自1853年成立的油泰來區議會。最初，獲加圍區議會只包括獲加圍及喬拔頓，幾個月後擴張至同樣從油泰來區議會脫離的密甸地以及獲加圍北部（現歸入獲加圍）。直至1970年，谷格脫離恩埠市，納入獲加圍範圍。
早期區議會在獲加圍一間名為Sussex Arms的酒吧舉行。1893年，議事堂搬遷至位於喬拔頓獲加圍臺（英語：Walkerville Terrace）的獲加圍大會堂（英語：Walkerville Town Hall）。1944年10月1日，獲加圍區升格為公司市鎮，更名為獲加圍鎮。

## 地域行政分區及郵政編碼
| 地區（英）  | 地區（中） | 郵便編號 |
| ----------- | ---------- | -------- |
| Gilberton   | 喬拔頓     | 5081     |
| Medindie    | 密甸地     | 5081     |
| Vale Park   | 谷格       | 5081     |
| Walkerville | 獲加圍     | 5081     |

## 歷任鎮長（區主席）
- JT Mellor（1906）（由市政局電車信托（英语：Municipal Tramways Trust）委任）[8]
- Alfred Thiele（1935-1937）[9]
- Louis David Waterhouse（1937-1938）[9]
- John Creswell（1939-1944）[9]
- Frank Davies Wilson（1944-1946）[9]
- George Dorricutt Shaw（1946-1947）[9]
- Frederick Louis Rungie（1948-1951）[9]
- Howard Herbert Dayman（1951-1955）[9]
- Frank Davies Wilson（1955-1956）[9]
- Cecil Ernest Searle（1956-1961）[9]
- Lance Milne（1961-1964）[9]
- Ernest Phillipson（1964-1965）[9]
- Leonard Ewens（1966-1969）[9]
- Edwin Scales（1969-1977）[9]
- Kenneth Price（1977-1982）[9]
- George Sparnon（1982-1987）[10][9]
- Margot Vowles（1987-1991）[11]
- Ian McBryde（1991-1995）[12][13]
- Rosemary Craddock（1995-2000）[14]
- John Rich（2000-2006）[15]
- David Whiting（2006-2010）[16]
- Heather Wright（2010-2014）[17]
- Ray Grigg（2014–2018）[18]
- Elizabeth Fricker（2018-今）

## 外部連結
- Town of Walkerville website （页面存档备份，存于）（英文）
- Town of Walkerville community profile（英文）

34°54′00″S 138°37′00″E / 34.9°S 138.616667°E